# Alopregnanolona

apresenta a formula correta do alopregnanolona

A alopregnanolona (3α,5α-tetrahidroprogesterona), geralmente abreviada como 3α,5α-THP, é um neuroesteróide pregnano inibitório endógeno. Ela é sintetizada da progesterona e é o mais abundante e eficiente modulador positivo endógeno do Receptor GABAA. A alopregnanolona tem efeitos similares aos outros moduladores alostéricos positivos do receptor GABAA, tais como os benzodiazepínicos, incluindo atividades ansiolíticas, sedativas e anticonvulsivantes.